# Пети-Верли
Пети́-Верли́ (фр. Petit-Verly) — коммуна во Франции, находится в регионе Пикардия. Департамент коммуны — Эна. Входит в состав кантона Гюиз. Округ коммуны — Вервен.
Код INSEE коммуны — 02784.

## Население
Население коммуны на 2010 год составляло 188 человек.
| 1962 | 1968 | 1975 | 1982 | 1990 | 1999 | 2010 |
| ---- | ---- | ---- | ---- | ---- | ---- | ---- |
| 196  | 199  | 166  | 153  | 150  | 176  | 188  |

## Экономика
В 2010 году среди 130 человек трудоспособного возраста (15—64 лет) 89 были экономически активными, 41 — неактивными (показатель активности — 68,5 %, в 1999 году было 69,8 %). Из 89 активных жителей работали 69 человек (43 мужчины и 26 женщин), безработных было 20 (10 мужчин и 10 женщин). Среди 41 неактивных 10 человек были учениками или студентами, 6 — пенсионерами, 25 были неактивными по другим причинам.